# Claudio Pimienta
Claudio Pimienta Caceres (* 20. Jahrhundert) ist ein uruguayischer Kanute.
Claudio Pimienta nahm mit der uruguayischen Mannschaft an den Südamerikaspielen 1994 in Valencia teil. Dort gewann er im K4 über die 200-Meter-, die 500-Meter- und die 1000-Meter-Strecke jeweils die Bronzemedaille an der Seite von Wilser Araújo, Edmundo Conde und José Luis Umpiérrez. Im selben Jahr startete er im April bei den XI. Südamerikanischen Kanumeisterschaften 1994 in São Paulo. Dort belegte er unter anderem im K4 über 500 Meter und über 1000 Meter gemeinsam mit Araújo, Conde und Umpiérrez jeweils den 2. Platz. Auch bei den Panamerikanischen Spielen 1995 in Mar del Plata gehörte er dem uruguayischen Aufgebot an. Er startete bei den XV. Südamerikanischen Kanumeisterschaften 1997 im K2 über 200 Meter an der Seite von Edmundo Conde und belegte er den 2. Platz. Ebenfalls ging er im K4 über 200 Meter, 500 Meter und 1000 Meter an der Seite von Conde, Sebastian Gomez und José Umpiérrez an den Start. Bei den Südamerikaspielen 1998 in Cuenca holte er im K4 über 200 Meter und 500 Meter jeweils die Bronzemedaille.